# Peñuelas (San Francisco del Rincón)
Peñuelas es una localidad mexicana situada en el municipio de San Francisco del Rincón, en el estado de Guanajuato. Tiene 1.500 habitantes.

## Localización
La Comunidad de Peñuelas está situada a los 101° 51' 0"  al oeste y a los 20° 52' 0" latitud norte. Su altura sobre el nivel del mar es de 1.740 metros. Posee un casco de más de 200 años de antigüedad, con una galera de piedra de más de 3,000 metros cuadrados. Actualmente comunidad agrícola compuesta de ejidos. Zona con agua abundante extraída de pozos, que facilita el cultivo de papa, maíz, sorgo, entre otras especies. Depósito Peñuelas.
- Datos: Q50029984

1. ↑  Catálogo de Claves de Entidades Federativas y Municipios.
2. ↑  Catálogo de claves de localidades (formato XLS comprimido).